# Голунов, Михаил Фокиевич
Михаил Фокиевич Голунов (9 февраля 1884, Уральск, Уральская область — 30 марта 1956, Москва) — митрофорный протоиерей Русской православной церкви, настоятель московских храмов, член Поместных соборов 1917 и 1945 годов.

## Биография
Родился в семье казака. Окончил Оренбургскую духовную семинарию (1906).
Диакон в храме Спаса Преображения станицы Бударинской Лбищенского уезда Уральской области (1902).
Преподаватель пения и надзиратель за учениками в Оренбургском духовном училище (1906—1907).
Иерей, настоятель храма Благовещения Пресвятой Богородицы и заведующий церковно-приходской школой в посёлке Круглоозёрное Уральского уезда (1907—1910).
Штатный священник (1910—1911) и настоятель (1911—1925) храма Иоанна Предтечи в городе Уральске, законоучитель в женской гимназии (1911—1912), Войсковом реальном училище (1912—1919) и Предтеченской церковно-приходской школе (1912).
В 1917—1918 годах член Поместного собора Православной российской церкви по избранию как клирик от Уральского викариатства, участвовал во всех трёх сессиях, член II, VII, VIII, IX, X, XV Отделов.
С 1920 года протоиерей, благочинный храмов Уральской области (1920—1922).
В ноябре 1922 года арестован за распространение воззвания патриарха Тихона и «побуждение священнослужителей на сокрытие церковных ценностей», виновным себя не признал, от защитника отказался. В 1923 году приговорён к десяти годам лишения свободы со строгой изоляцией, снятой через полгода. Заключён в Уральский губернский дом принудительных работ, помощник делопроизводителя в его хозяйственной канцелярии. В 1924 году подал прошение о помиловании; ввиду раскаяния в содействии «явной контрреволюции», признания «справедливости социальной революции» и обещания «быть полезным членом Советской Республики» срок сокращён до 5 лет по частичной амнистии. В октябре 1925 года условно-досрочно освобождён.
В 1926 году переехал с семьёй в Москву. Настоятель храма Священномученика Климента в Замоскворечье (1926—1933).
В апреле 1932 года арестован за «проведение систематической антисоветской агитации», виновным себя не признал, освобождён через полмесяца за недоказанностью обвинения.
В апреле 1933 года был арестован и через месяц как «руководитель контрреволюционной группировки церковников, возникшей из остатков разгромленной в Москве к[онтр]-р[еволюционной] церковно-монархической организации ИПЦ» по статье 58-11 Уголовного кодекса РСФСР выслан на три года в Архангельск.
В 1940 году окончил заочный факультет Московского государственного педагогического института иностранных языков. Преподаватель немецкого языка в средних школах Ярославской области (1942—1943).
Священник Благовещенского собора в Муроме Владимирской области (1943—1945).
Настоятель церкви Казанской иконы Божией Матери в селе Коломенском под Москвой (1945—1946).
Священник московского храма Воскресения Словущего на Успенском Вражке (апрель — ноябрь 1946).
В 1945 году член Поместного собора Русской православной церкви (РПЦ).
В 1946 году награждён медалью «За доблестный труд в Великой Отечественной войне».
Настоятель московского храма Преподобного Пимена Великого (Троицы Живоначальной) в Новых Воротниках (1946—1949).
В 1949 году выслан из Москвы; принят в клир Владимирской епархии. Клирик Успенского собора во Владимире (1949—1953), городской благочинный, секретарь епархиального управления (1950—1953). После смерти И. В. Сталина получил возможность вернуться в Москву.
Настоятель московских Тихвинской церкви в Алексеевском (май — июнь 1953) и храма Всех Святых на Соколе (1953—1956), где создал один из лучших в столице церковных хоров.
Член Пенсионного комитета при Священном синоде РПЦ (1947—1949, 1953—1956).
Награждён митрой (1926), правом служения литургии с отверстыми Царскими вратами до Херувимской (1947).
Похоронен в Москве на Даниловском кладбище за алтарём храма.
Жена — Клеопатра Тихоновна. Дети — Николай, Галина, Андрей, Алексей.

## Сочинения
- Давно жданное и желанное торжество (Впечатления очевидца) // Всероссийский церковно-общественный вестник. 1917. 26 ноября (Дело. С. 153—159).
- Голос уральского духовенства // Красный Урал. 1922. 13 июня.